# Rotoa
Rotoa là một chi bướm đêm thuộc họ Noctuidae.

## Loài
- Rotoa distincta (Bang-Haas, 1912)